# Yara Shahidi
Yara Sayeh Shahidi (Minneapolis, 10 febbraio 2000) è un'attrice, modella e attivista statunitense. 
Ha ottenuto la fama per il suo ruolo da protagonista come la figlia Zoey Johnson nella sitcom Black-ish e il suo spin-off Grown-ish. I suoi crediti cinematografici includono Immagina che, Smallfoot - Il mio amico delle nevi e il ruolo da protagonista in Il sole è anche una stella.

## Biografia
Yara Sayeh Shahidi è nata a Minneapolis, Minnesota, figlia di Keri Salter Shahidi e Afshin Shahidi, fotografo. Suo padre è iraniano americano e sua madre è nigeriana di discendenza Yoruba e Fulbe, e ha anche l'eredità degli Choctaw. La famiglia si trasferì in California per il lavoro del padre quando aveva quattro anni. Ha due fratelli, Sayeed Shahidi e Ehsan inoltre è la cugina del rapper Nas. Keri Shahidi afferma che il nome Yara significa "Qualcuno che è vicino al tuo cuore", il nome Sayeed significa "Benedizione", ed Ehsan significa "Agire come se Dio stesse guardando".

## Carriera
Ha iniziato la sua carriera all'età di 6 anni, apparendo in televisione e facendo da modella nelle pubblicità per aziende come McDonald's, Ralph Lauren, Target, GapKids, Disney, Guess Kids e The Children's Place. Ha lavorato spesso con sua madre e suo fratello minore in varie campagne di stampa e trasmissione.
Shahidi ha fatto il suo debutto cinematografico nel 2009, al fianco di Eddie Murphy in Immagina che, per il quale ha ricevuto un Young Artist Award per la "migliore interpretazione in una categoria lungometraggio". Inoltre è apparsa nel film d'azione con Angelina Jolie, Salt nel 2010 come una vicina di casa. Nel 2012 ha interpretato Chloe Johnson, la figlia del presidente William Johnson, nella serie televisiva The First Family.
Nel settembre 2014, Shahidi ha recitato nella commedia della ABC, Black-ish, come la quattordicenne Zoey Johnson. Nel dicembre 2014 ha vinto un NAACP Image Award nella categoria "Miglior attrice non protagonista in una commedia".
Nel 2016 ha firmato per fare da modella con l'agenzia Women Management di New York, nella speranza di fornire una piattaforma per vedere più donne di colore in diversi ruoli.
La ABC ha annunciato nel 2017 che la Shahidi sarebbe stata la protagonista di uno spin-off di Black-ish, intitolato Grown-ish, sulla sua rete Freeform. La serie è stata presentata in anteprima il 3 gennaio 2018.
È stata classificata una delle donne meglio vestite nel 2018 dal sito italiano di moda Net-a-Porter. Successivamente, fu una delle quindici donne selezionate per apparire sulla copertina del numero di settembre 2019 di British Vogue, a cura dell'ospite Meghan Markle. Nel settembre 2020 è stato annunciato che interpreterà il ruolo di Trilli nel remake in live action del noto film d'animazione della Disney Le Avventure di Peter Pan, ovvero Peter Pan & Wendy.

## Filmografia

### Cinema
- Immagina che (Imagine That), regia di Karey Kirkpatrick (2009)
- Salt, regia di Phillip Noyce (2010)
- Unthinkable, regia di Gregor Jordan (2010)
- Butter, regia di Jim Smith (2011)
- Alex Cross - La memoria del killer (Alex Cross), regia di Rob Cohen (2012)
- Il sole è anche una stella (The Sun Is Also a Star), regia di Ry Russo-Young (2019)
- Peter Pan & Wendy, regia di David Lowery (2023)
- Una torta per l'uomo giusto (Sitting in Bars with Cake), regia di Trish Sie (2023)

### Televisione
- Entourage – serie TV, episodio 4x11 (2007)
- I maghi di Waverly (Wizards of Waverly Place) – serie TV, episodio 3x06 (2009)
- Cold Case - Delitti irrisolti (Cold Case) – serie TV, episodio 7x07 (2009)
- $#*! My Dad Says – serie TV, episodio 1x01 (2010)
- Lie to Me – serie TV, episodio 2x15 (2010)
- The Cape – serie TV, episodio 1x10 (2011)
- Il risolutore (The Finder) – serie TV, episodio 1x10 (2012)
- Scandal – serie TV, episodi 3x06–3x09 (2013)
- The Fosters – serie TV, episodi 1x21–2x03 (2014)
- Black-ish – serie TV, 79 episodi (2014–2022)
- Grown-ish – serie TV, 23 episodi (2018–2024)

### Doppiatrice
- I Griffin (Family Guy) – serie animata, episodio 9x18 (2011)
- Trollhunters (Trollhunters: Tales of Arcadia) – serie animata, 18 episodi (2016–2018)
- Smallfoot - Il mio amico delle nevi (Smallfoot), regia di Karey Kirkpatrick (2018)
- 3 Below (3Below: Tales of Arcadia) – serie animata, 4 episodi (2018)

## Doppiatrici italiane
Nelle versioni in italiano delle opere in cui ha recitato, Yara Shahidi è stata doppiata da: 
- Sara Labidi in Immagina che, Black-ish, Peter Pan & Wendy
- Cecilia Fanfani in Unthinkable
- Agnese Marteddu in Alex Cross - La memoria del killer
- Eva Padoan in Il sole è anche una stella
- Sofia Scalia in Smallfoot - Il mio amico delle nevi